# Harvey Elliott (Fußballspieler, 1922)
Harvey Elliott (* 21. Januar 1922 in Middleton; † Februar 1996 in Manchester) war ein englischer Fußballspieler.

## Karriere
Elliott gehörte zu der Vielzahl von Spielern (insgesamt 43), die in der ersten Nachkriegssaison 1946/47 bei Hull City unter „Major“ Frank Buckley zum Einsatz kamen. In der zweiten Jahreshälfte 1946 aus dem Lokalfußball von Manchester verpflichtet, kam er für den Klub zunächst regelmäßig im Reserveteam in der Midland League zum Einsatz. Sein Pflichtspieldebüt für die erste Mannschaft in der Football League Third Division North gab er Ende Dezember 1946 bei einem 3:0-Auswärtssieg gegen Lincoln City, als er Frank McCorrighan auf der rechten Halbstürmerposition vertrat. Im restlichen Saisonverlauf kam er zu drei weiteren Ligaauftritten, zumeist bildete er mit David Davidson die rechte Angriffsseite.
In der Sommerpause 1947 war er einer von mehreren Spielern, denen ein ablösefreier Transfer gestattet wurde. Elliott schloss sich dem in der Cheshire League spielenden AFC Mossley an und kam in der Frühphase der Saison zu vier Pflichtspieleinsätzen (zwei Ligatore), bevor er aus dem überregionalen Fußball verschwand.